# Міхай-Браву (Біхор)
Міхай-Браву (рум. Mihai Bravu) — село у повіті Біхор в Румунії. Входить до складу комуни Рошіорі.
Село розташоване на відстані 449 км на північний захід від Бухареста, 20 км на північ від Ораді, 136 км на північний захід від Клуж-Напоки.

## Населення
За даними перепису населення 2002 року у селі проживали 1127 осіб.
Національний склад населення села:
| Національність | Кількість осіб | Відсоток |
| -------------- | -------------- | -------- |
| румуни         | 1115           | 98,9%    |
| угорці         | 9              | 0,8%     |

Рідною мовою назвали:
| Мова      | Кількість осіб | Відсоток |
| --------- | -------------- | -------- |
| румунська | 1116           | 99,0%    |
| угорська  | 8              | 0,7%     |